# Mellenbach (Bregenzer Ach)
Der Mellenbach ist ein knapp 11,5 Kilometer langer Gebirgsbach im österreichischen Bundesland Vorarlberg, der als linker Zufluss der Bregenzer Ach zufließt. Er entspringt wenige Meter unterhalb der Spitze des Portlakopfs in den Damülser Bergen und damit inmitten des Bregenzerwaldgebirges, fließt anschließend durch das unbewohnte Mellental und mündet schließlich im Ortszentrum der Bregenzerwäldergemeinde Mellau in die Bregenzer Ach.

## Etymologie
Mehrere Ortsnamen im Gebiet des Mellenbachs tragen das offensichtlich namensgebende Präfix Mellen, das nach Albrecht Greule (dieser nach Geiger) vom rätoromanischen Wort mellen für „gelb“ abstammen soll. Unklar ist, ob sich die Ortsnamen Mellental, Mellenalpe und schließlich auch der Gemeindename Mellau vom Namen des Flusses ableiten, oder ob es sich um eine Gebietsbezeichnung handelt. Beim Ortsnamen Mellau etwa deutet Greule einen Zusammenhang zwischen dem Flussnamen und der Bezeichnung Au als Abkürzung etwa für einen Auwald oder den Fluss an sich an.

## Flusslauf
Der Mellenbach entspringt knapp unterhalb der Spitze des Portlakopfs und unweit der Portlaalpe in den Damülser Bergen im Gemeindegebiet von Damüls auf etwa 1756 m ü. A. Die Quelle befindet sich im alpinen Bereich und macht den Mellenbach zunächst zu einem kleinen Rinnsal, das nach wenigen hundert Metern durch die links und rechts zufließenden Bäche Gehrerbach und Sünserbach (der den Sünser See entwässert) gespeist und dadurch vergrößert wird. In diesem ersten Abschnitt seines Flusslaufs trifft der Mellenbach, nachdem er das Damülser Gemeindegebiet verlassen hat, rasch auf die gemeinsame Gemeindegrenze von Laterns und Dornbirn, wobei der Bach selbst über einige hundert Meter diese Gemeindegrenze bildet.
Schließlich fließt der Mellenbach in einigen Windungen hinab in das durch ihn geformte Mellental und befindet sich dabei zunächst völlig auf Dornbirner Gemeindegebiet. Das Mellental ist ein Seitental des Bregenzerwalds und Teil des insgesamt 75 km² großen Naturschutzgebiets Hohe Kugel – Hoher Freschen – Mellental. Es ist daher nicht bebaut und nur durch Alpwirtschaft und Wanderrouten erschlossen, wodurch es eine weitgehend unberührte Naturvielfalt bietet. Im Mellental fließt der Mellenbach in Richtung Nordosten und überquert dabei abermals eine Gemeindegrenze, nämlich jene zwischen Dornbirn und Mellau, wobei er wiederum über einige hundert Meter die Grenze zwischen diesen beiden Gemeinden bildet. Der größere Teil des (vorderen) Mellentals und damit auch des Flusslaufs des Mellenbachs befindet sich im Gemeindegebiet von Mellau.
Der Fluss erreicht nach etwa zehn Kilometern Gesamtverlauf den Talausgang des Mellentals hin zum Tal der Bregenzer Ach, wo auch das Ortsgebiet der Gemeinde Mellau beginnt. Durch die Ortsteile Bengath und Unterm Rain fließt der Mellenbach auf dem letzten Kilometer seines Flusslaufs durch den Mellauer Ortskern und erreicht schließlich im Ortszentrum von Mellau seine Einmündung in die Bregenzer Ach, wobei kurz davor noch die Bregenzerwaldstraße (L 200), die wichtigste Landesstraße des Bregenzerwalds, den Mellenbach überquert. In diesem Bereich sind sowohl der Mellenbach als auch die Bregenzer Ach aufgrund der von beiden Flüssen ausgehenden Hochwassergefahr durch künstliche Wuhranlagen stark eingeengt. Beim Zufluss des Mellenbachs in die Bregenzer Ach hat Ersterer im Schnitt eine um 6 bis 7 Grad Celsius höhere Wassertemperatur als die Bregenzer Ach.